# Eunice quinquefida
Eunice quinquefida är en ringmaskart som beskrevs av Moore 1903. Eunice quinquefida ingår i släktet Eunice och familjen Eunicidae. Inga underarter finns listade i Catalogue of Life.